# Фредерик Херви, 3-й маркиз Бристоль
Фредерик Уильям Джон Херви, 3-й маркиз Бристоль (англ. Frederick William John Hervey, 3rd Marquess of Bristol; 28 июня 1834 — 7 августа 1907) — британский пэр и член парламента. С 1859 по 1864 год он носил титул учтивости — лорд Джермин.

## Биография
Родился 28 июня 1834 года в Бристоль-хаусе, Патни, Лондон. Старший сын Фредерика Уильяма Херви, лорда Джермина (1800—1864), будущего 2-го маркиза Бристоля. Его матерью была леди Кэтрин Изабелла Меннерс (1809—1848), дочь Джона Генри Меннерса, 5-го герцога Ратленда, и леди Элизабет Говард.
Он получил образование в Итонском колледже и Тринити-колледже в Кембридже, который он окончил в 1856 году, получив степень магистра искусств. С 1859 по 1864 год он был известен как лорд Джермин.
Лорд Бристоль был консервативным членом Палаты общин Великобритании от Западного Саффолка с 1859 по 1864 год.
30 октября 1864 года после смерти своего отца Фредерик Херви унаследовал титулы 3-го маркиза Бристоля, 7-го графа Бристоля, 8-го барона Херви из Икворта и 3-го графа Джермина из Хорнингшита. Также он получил звание почетного полковника в 3-м батальоне милиции Саффолка.
С 1886 по 1907 год он был лордом-лейтенантом Саффолка. Он создал знаменитую помпейскую комнату в Икворте, дизайн которой основан на римских настенных росписях, обнаруженных в 1777 году на вилле Негрони на Эсквилинском холме в Риме.
4 марта 1862 года Фредерик Херви женился на Джеральдин Энсон (4 февраля 1843 — 7 августа 1907), дочери генерал-майора достопочтенного Джорджа Энсона (1797—1857), и достопочтенной Изабеллы Элизабет Аннабеллы Уэлд Форестер. У супругов было две дочери:
- Леди Кэтрин Адин Джеральдин Херви (? — 2 ноября 1948), муж с 1886 года майор Аллан Харви Драммонд (1845—1913), от брака с которым у неё было пятеро детей.
- Леди Элис Аделиза Херви (? — 27 августа 1962), муж с 1896 года Хилтон Джордж Хилтон Джолифф, 3-й барон Хилтон из Хилтона[англ.] (1862—1945), от брака с которым у неё было четверо детей.

Лорд Бристоль скончался 7 августа 1907 года, и, поскольку у него не было сыновей, ему наследовал его племянник Фредерик Херви, 4-й маркиз Бристоль.